# Wild Honey Pie
Wild Honey Pie è una canzone di Paul McCartney apparsa sull'album White Album (1968) dei Beatles; è stata accreditata, per convenzione, al binomio Lennon-McCartney. Il titolo è un riferimento ad Honey Pie, dallo stesso album.

## Descrizione

### Storia, composizione e registrazione
Il 1968 e l'inizio del 1969 fu un periodo sperimentale per i Beatles: infatti, John Lennon e l'allora compagna Yōko Ono registrarono alcuni album di musica sperimentale, come Unfinished Music No.1 - Two Virgins, il brano d'avanguardia Revolution 9, anch'esso contenuto sul White Album; per lo stesso doppio LP era stata incisa un'altra canzone sperimentale, What's the New Mary Jane, apparsa poi sull'Anthology 3 (1996). Anche George Harrison pubblicò un 33 giri sperimentale, Electronic Sound (1969), basato sui suoni del sintetizzatore Moog. Neanche Paul McCartney si tirò indietro da quella che lui chiamò experimental mode: Wild Honey Pie è la sua risposta.
Abbozzata a Rishikesh durante il soggiorno dei Beatles in India, come numerosissime altre canzoni, Wild Honey Pie nacque, il 20 agosto 1968, come un esperimento alla fine delle sedute di registrazione di Mother Nature's Son. Infatti, Macca iniziò a suonare la chitarra, caratterizzata da un forte vibrato, sovraincidendola più volte; egli non ricorda la location dell'incisione, ma ha affermato che si tratta della cabina di controllo o di una saletta accanto ad essa. Sul risultato, definito dal bassista "molto casalingo" e poco prodotto, aggiunse delle parti vocali, anch'esse raddoppiate. McCartney è stato l'unico beatle a suonare nella traccia: infatti, il 20 agosto, George Harrison era in vacanza in Grecia, e Ringo Starr e John Lennon fecero una piccola comparsata negli studios, rispettivamente per brevi aggiunti sui brani Yer Blues e Revolution 9. Il produttore della seduta fu George Martin, mentre i fonici Ken Scott e John Smith. Lo stesso giorno della registrazione, al brano vennero realizzati ben sei mix monofonici, mentre per quello stereofonico, di cui si ebbero due versioni, si dovette aspettare fino al 13 ottobre. Per il mix la formazione in cabina di regia era uguale a quella dell'incisione. Nella stessa seduta dell'incisione venne registrato il demo di un altro brano, intitolato Etcetera, che non venne mai alla luce. Wild Honey Pie non era stata pensata per la pubblicazione: questa scelta venne fatta dopo che Pattie Boyd, la moglie di Harrison, espresse una grande ammirazione per la filastrocca musicale.
Il pezzo, nella tonalità del Sol maggiore, è formato dalla ripetizione di "honey pie" ("torta di miele") per otto volte, fino ad un verso conclusivo, in cui il protagonista afferma di amare il dolce. Nel brano Honey Pie, il protagonista non è un dolce ma una giovane attrice in crisi con il fidanzato. Neanche sotto il punto di vista armonico il brano è particolarmente vario: gli accordi adoperati nella traccia sono Sol settima, Fa settima, Mi settima, Mi bemolle settima e Re settima.

### Pubblicazione ed accoglienza
Wild Honey Pie appare come quinta traccia dell'album The Beatles, noto, per via della sua copertina completamente bianca, come White Album. Il doppio 33 giri venne pubblicato a fine novembre 1968; per deciderne la scaletta, John Lennon, Paul McCartney ed il produttore George Martin stettero un giorno intero a discutere. Honey Pie si ritrova quindi fra Ob-La-Di, Ob-La-Da, una canzone caraibica, anch'essa di firma maccartiana, odiata dal resto della band, e The Continuing Story of Bungalow Bill, un brano lennoniano in cui il suo autore tenta di scrivere un sarcastico coro da stadio.
La traccia non è stata giudicata molto bene. Luca Biagini di Pepperland la considera come la peggiore del White Album e forse dell'intera discografia dei Fab Four. Anche la BBC ha giudicato Wild Honey Pie come un esperimento che peggiora la qualità del doppio bianco. Jennings Carney, membro dei Pontiak, ha affermato di aver considerato questa canzone come uno scherzo, e che il finale lo ha fatto ridere. Considerato spesso come un riempitivo, tra le poche critiche positive si annovera quella del Rolling Stone Magazine.